# Seznam moravských markraběnek

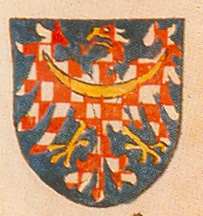
Moravská orlice (iluminace z roku 1459)

Toto je seznam moravských markraběnek:

## Přemyslovci
1. Hellicha z Wittelsbachu, manželka prvního markraběte Konráda II. Oty, také česká kněžna
2. Heilwida, manželka Vladislava Jindřicha
3. Markéta z Meranu, manželka markrabího Přemysla
4. Gertruda Babenberská, manželka markrabího Vladislava
5. Markéta Babenberská, 1. manželka Přemysla Otakara II., od roku 1252 markraběnka, od roku 1253 také česká královna

## Lucemburkové
1. Blanka z Valois, také královna česká a německá, 1. manželka Karla IV.)
2. Markéta Opavská, 2. manželka Jana Jindřicha
3. Markéta Habsburská (1346), 3. manželka Jana Jindřicha
4. Alžběta Oettingenská, 4. manželka Jana Jindřicha
5. Anežka Opolská, 2. manželka Jošta Moravského

## Matyáš Korvín a Habsburkové
1. Beatrix Neapolská, manželka Matyáše Korvína, vládce vedlejších zemí Koruny české
2. Alžběta Lucemburská, manželka Albrechta Habsburského, kterému jeho tchán svěřil Moravu ještě před svou smrtí